# Saison 2001-2002 de l'ECHL
Saison précédente Saison suivante
La saison 2001-2002 est la quatorzième saison de la Ligue de hockey de la Côte Est au terme de laquelle le Grrrowl de Greenville remporte la Coupe Kelly en battant en finale les Bombers de Dayton.

## Saison régulière
Avant le début de la saison régulière, trois franchises ayant cessé leurs activités auparavant sont vendues et effectuent un retour dans l'ECHL : le Chill de Columbus devient les Royals de Reading, les Matadors de Miami deviennent les Cyclones de Cincinnati et les Admirals de Hampton Roads dont les droits ont été rachetés deviennent les Cottonmouths de Columbus. 
De leur côté, les Bulls de Birmingham sont transférés vers Atlantic City et adoptent le nom de Boardwalk Bullies d'Atlantic City. Puis les Tiger Sharks de Tallahassee déménagent en Géorgie et sont renommés Whoopee de Macon. La ligue accueille également une nouvelle franchise, l'Inferno de Columbia qui devient la 29e formation active de la ligue. 
Lors de leur première rencontre de la saison, les équipes de la ligue observent un moment de silence en l'honneur de Mark Bavis, ancien joueur des Stingrays de la Caroline du Sud, mort lors des attentats terroriste du 11 septembre 2001. Les Stingrays retirent son numéro à cette occasion.

### Classement

#### Association Nord
| Clt   | Équipe                            | PJ | V  | D  | DF | BP  | BC  | Pts |
| ----- | --------------------------------- | -- | -- | -- | -- | --- | --- | --- |
| +001, | Titans de Trenton                 | 72 | 46 | 16 | 10 | 238 | 178 | 102 |
| +002, | Checkers de Charlotte             | 72 | 41 | 20 | 11 | 256 | 207 | 93  |
| +003, | Boardwalk Bullies d'Atlantic City | 72 | 42 | 22 | 8  | 233 | 209 | 92  |
| +004, | Express de Roanoke                | 72 | 35 | 26 | 11 | 242 | 223 | 81  |
| +005, | Renegades de Richmond             | 72 | 32 | 30 | 10 | 191 | 225 | 74  |
| +006, | Royals de Reading                 | 72 | 27 | 36 | 9  | 182 | 215 | 63  |
| +007, | Generals de Greensboro            | 72 | 23 | 41 | 8  | 188 | 278 | 54  |

| Clt   | Équipe                 | PJ | V  | D  | DF | BP  | BC  | Pts |
| ----- | ---------------------- | -- | -- | -- | -- | --- | --- | --- |
| +001, | Bombers de Dayton      | 72 | 40 | 20 | 12 | 222 | 196 | 92  |
| +002, | Rivermen de Peoria     | 72 | 41 | 23 | 8  | 206 | 179 | 90  |
| +003, | Chiefs de Johnstown    | 72 | 39 | 31 | 2  | 220 | 232 | 80  |
| +004, | Cyclones de Cincinnati | 72 | 36 | 30 | 6  | 210 | 207 | 78  |
| +005, | Nailers de Wheeling    | 72 | 36 | 32 | 4  | 213 | 208 | 76  |
| +006, | Storm de Toledo        | 72 | 28 | 34 | 10 | 225 | 265 | 66  |

#### Association Sud
| Clt   | Équipe                          | PJ | V  | D  | DF | BP  | BC  | Pts |
| ----- | ------------------------------- | -- | -- | -- | -- | --- | --- | --- |
| +001, | Grrrowl de Greenville           | 72 | 43 | 23 | 6  | 231 | 198 | 92  |
| +002, | Pride de Pee Dee                | 72 | 41 | 25 | 6  | 236 | 218 | 88  |
| +003, | Inferno de Columbia             | 72 | 36 | 22 | 14 | 211 | 197 | 86  |
| +004, | Stingrays de la Caroline du Sud | 72 | 39 | 26 | 7  | 235 | 225 | 85  |
| +005, | Everblades de la Floride        | 72 | 37 | 27 | 8  | 207 | 221 | 82  |
| +006, | Lynx d'Augusta                  | 72 | 36 | 26 | 10 | 218 | 224 | 82  |
| +007, | Whoopee de Macon                | 72 | 29 | 31 | 12 | 194 | 228 | 70  |
| +008, | Cottonmouths de Columbus        | 72 | 24 | 37 | 11 | 197 | 242 | 59  |

| Clt   | Équipe                       | PJ | V  | D  | DF | BP  | BC  | Pts |
| ----- | ---------------------------- | -- | -- | -- | -- | --- | --- | --- |
| +001, | IceGators de la Louisiane    | 72 | 56 | 12 | 4  | 261 | 156 | 116 |
| +002, | Sea Wolves du Mississippi    | 72 | 41 | 26 | 5  | 251 | 232 | 87  |
| +003, | Ice Pilots de Pensacola      | 72 | 38 | 28 | 6  | 247 | 242 | 82  |
| +004, | Bandits de Jackson           | 72 | 34 | 29 | 9  | 187 | 202 | 77  |
| +005, | Brass de la Nouvelle-Orléans | 72 | 36 | 32 | 4  | 211 | 209 | 76  |
| +006, | Mysticks de Mobile           | 72 | 28 | 26 | 18 | 215 | 237 | 74  |
| +007, | RiverBlades de l'Arkansas    | 72 | 31 | 31 | 10 | 189 | 206 | 72  |
| +008, | Kingfish de Bâton-Rouge      | 72 | 29 | 35 | 8  | 187 | 244 | 66  |

- En gras : qualifié pour les huitièmes de finale des séries
- En italique : qualifié pour le premier tour des séries

## Séries éliminatoires

### Premier tour
Un premier tour est joué pour les équipes de l'association Sud.
- Les Everblades de la Floride gagnent leur match contre le Stingrays de la Caroline du Sud 1 partie à 0.
- Les Bandits de Jackson gagne contre le Brass de la Nouvelle-Orléans 1 partie à 0.

### Séries finales
|  | Huitièmes de finale               | Huitièmes de finale               | Huitièmes de finale               | Huitièmes de finale               |                                   |                                   | Quarts de finale | Quarts de finale | Quarts de finale | Quarts de finale |  |  | Demi-finales | Demi-finales | Demi-finales | Demi-finales |  |  | Finale de la Coupe Kelly | Finale de la Coupe Kelly | Finale de la Coupe Kelly | Finale de la Coupe Kelly |
|  |                                   |                                   |                                   |                                   |                                   |                                   |                  |                  |                  |                  |  |  |              |              |              |              |  |  |                          |                          |                          |                          |
|  |                                   |                                   |                                   |                                   |                                   |                                   |                  |                  |                  |                  |  |  |              |              |              |              |  |  |                          |                          |                          |                          |
|  | Titans de Trenton                 | Titans de Trenton                 | 3                                 | 3                                 |                                   |                                   |                  |                  |                  |                  |  |  |              |              |              |              |  |  |                          |                          |                          |                          |
|  | Titans de Trenton                 | Titans de Trenton                 | 3                                 | 3                                 |                                   |                                   |                  |                  |                  |                  |  |  |              |              |              |              |  |  |                          |                          |                          |                          |
|  | Express de Roanoke                | Express de Roanoke                | 1                                 | 1                                 |                                   |                                   |                  |                  |                  |                  |  |  |              |              |              |              |  |  |                          |                          |                          |                          |
|  | Express de Roanoke                | Express de Roanoke                | 1                                 | 1                                 | Titans de Trenton                 | Titans de Trenton                 | 0                | 0                |                  |                  |  |  |              |              |              |              |  |  |                          |                          |                          |                          |
|  |                                   |                                   |                                   |                                   | Titans de Trenton                 | Titans de Trenton                 | 0                | 0                |                  |                  |  |  |              |              |              |              |  |  |                          |                          |                          |                          |
|  |                                   |                                   | Boardwalk Bullies d'Atlantic City | Boardwalk Bullies d'Atlantic City | 3                                 | 3                                 |                  |                  |                  |                  |  |  |              |              |              |              |  |  |                          |                          |                          |                          |
|  | Checkers de Charlotte             | Checkers de Charlotte             | Boardwalk Bullies d'Atlantic City | Boardwalk Bullies d'Atlantic City | 3                                 | 3                                 | 2                | 2                |                  |                  |  |  |              |              |              |              |  |  |                          |                          |                          |                          |
|  | Checkers de Charlotte             | Checkers de Charlotte             |                                   |                                   |                                   |                                   |                  | 2                |                  |                  |  |  |              |              |              |              |  |  |                          |                          |                          |                          |
|  | Boardwalk Bullies d'Atlantic City | Boardwalk Bullies d'Atlantic City | 3                                 | 3                                 |                                   |                                   |                  |                  |                  |                  |  |  |              |              |              |              |  |  |                          |                          |                          |                          |
|  | Boardwalk Bullies d'Atlantic City | Boardwalk Bullies d'Atlantic City | 3                                 | 3                                 | Boardwalk Bullies d'Atlantic City | Boardwalk Bullies d'Atlantic City | 1                | 1                |                  |                  |  |  |              |              |              |              |  |  |                          |                          |                          |                          |
|  |                                   |                                   |                                   |                                   | Boardwalk Bullies d'Atlantic City | Boardwalk Bullies d'Atlantic City | 1                | 1                |                  |                  |  |  |              |              |              |              |  |  |                          |                          |                          |                          |
|  |                                   |                                   | Bombers de Dayton                 | Bombers de Dayton                 | 3                                 | 3                                 |                  |                  |                  |                  |  |  |              |              |              |              |  |  |                          |                          |                          |                          |
|  | Bombers de Dayton                 | Bombers de Dayton                 | Bombers de Dayton                 | Bombers de Dayton                 | 3                                 | 3                                 | 3                | 3                |                  |                  |  |  |              |              |              |              |  |  |                          |                          |                          |                          |
|  | Bombers de Dayton                 | Bombers de Dayton                 |                                   |                                   |                                   |                                   |                  | 3                |                  |                  |  |  |              |              |              |              |  |  |                          |                          |                          |                          |
|  | Cyclones de Cincinnati            | Cyclones de Cincinnati            | 0                                 | 0                                 |                                   |                                   |                  |                  |                  |                  |  |  |              |              |              |              |  |  |                          |                          |                          |                          |
|  | Cyclones de Cincinnati            | Cyclones de Cincinnati            | 0                                 | 0                                 | Bombers de Dayton                 | Bombers de Dayton                 | 3                | 3                |                  |                  |  |  |              |              |              |              |  |  |                          |                          |                          |                          |
|  |                                   |                                   |                                   |                                   | Bombers de Dayton                 | Bombers de Dayton                 | 3                | 3                |                  |                  |  |  |              |              |              |              |  |  |                          |                          |                          |                          |
|  |                                   |                                   | Chiefs de Johnstown               | Chiefs de Johnstown               | 0                                 | 0                                 |                  |                  |                  |                  |  |  |              |              |              |              |  |  |                          |                          |                          |                          |
|  | Rivermen de Peoria                | Rivermen de Peoria                | Chiefs de Johnstown               | Chiefs de Johnstown               | 0                                 | 0                                 | 2                | 2                |                  |                  |  |  |              |              |              |              |  |  |                          |                          |                          |                          |
|  | Rivermen de Peoria                | Rivermen de Peoria                |                                   |                                   |                                   |                                   |                  | 2                |                  |                  |  |  |              |              |              |              |  |  |                          |                          |                          |                          |
|  | Chiefs de Johnstown               | Chiefs de Johnstown               | 3                                 | 3                                 |                                   |                                   |                  |                  |                  |                  |  |  |              |              |              |              |  |  |                          |                          |                          |                          |
|  | Chiefs de Johnstown               | Chiefs de Johnstown               | 3                                 | 3                                 | Bombers de Dayton                 | Bombers de Dayton                 | 0                | 0                |                  |                  |  |  |              |              |              |              |  |  |                          |                          |                          |                          |
|  |                                   |                                   |                                   |                                   | Bombers de Dayton                 | Bombers de Dayton                 | 0                | 0                |                  |                  |  |  |              |              |              |              |  |  |                          |                          |                          |                          |
|  |                                   |                                   | Grrrowl de Greenville             | Grrrowl de Greenville             | 4                                 | 4                                 |                  |                  |                  |                  |  |  |              |              |              |              |  |  |                          |                          |                          |                          |
|  | Grrrowl de Greenville             | Grrrowl de Greenville             | Grrrowl de Greenville             | Grrrowl de Greenville             | 4                                 | 4                                 | 3                | 3                |                  |                  |  |  |              |              |              |              |  |  |                          |                          |                          |                          |
|  | Grrrowl de Greenville             | Grrrowl de Greenville             |                                   |                                   |                                   |                                   |                  | 3                |                  |                  |  |  |              |              |              |              |  |  |                          |                          |                          |                          |
|  | Everblades de la Floride          | Everblades de la Floride          | 2                                 | 2                                 |                                   |                                   |                  |                  |                  |                  |  |  |              |              |              |              |  |  |                          |                          |                          |                          |
|  | Everblades de la Floride          | Everblades de la Floride          | 2                                 | 2                                 | Grrrowl de Greenville             | Grrrowl de Greenville             | 3                | 3                |                  |                  |  |  |              |              |              |              |  |  |                          |                          |                          |                          |
|  |                                   |                                   |                                   |                                   | Grrrowl de Greenville             | Grrrowl de Greenville             | 3                | 3                |                  |                  |  |  |              |              |              |              |  |  |                          |                          |                          |                          |
|  |                                   |                                   | Pride de Pee Dee                  | Pride de Pee Dee                  | 1                                 | 1                                 |                  |                  |                  |                  |  |  |              |              |              |              |  |  |                          |                          |                          |                          |
|  | Pride de Pee Dee                  | Pride de Pee Dee                  | Pride de Pee Dee                  | Pride de Pee Dee                  | 1                                 | 1                                 | 3                | 3                |                  |                  |  |  |              |              |              |              |  |  |                          |                          |                          |                          |
|  | Pride de Pee Dee                  | Pride de Pee Dee                  |                                   |                                   |                                   |                                   |                  | 3                |                  |                  |  |  |              |              |              |              |  |  |                          |                          |                          |                          |
|  | Inferno de Columbia               | Inferno de Columbia               | 2                                 | 2                                 |                                   |                                   |                  |                  |                  |                  |  |  |              |              |              |              |  |  |                          |                          |                          |                          |
|  | Inferno de Columbia               | Inferno de Columbia               | 2                                 | 2                                 | Grrrowl de Greenville             | Grrrowl de Greenville             | 3                | 3                |                  |                  |  |  |              |              |              |              |  |  |                          |                          |                          |                          |
|  |                                   |                                   |                                   |                                   | Grrrowl de Greenville             | Grrrowl de Greenville             | 3                | 3                |                  |                  |  |  |              |              |              |              |  |  |                          |                          |                          |                          |
|  |                                   |                                   | Sea Wolves du Mississippi         | Sea Wolves du Mississippi         | 1                                 | 1                                 |                  |                  |                  |                  |  |  |              |              |              |              |  |  |                          |                          |                          |                          |
|  | IceGators de la Louisiane         | IceGators de la Louisiane         | Sea Wolves du Mississippi         | Sea Wolves du Mississippi         | 1                                 | 1                                 | 2                | 2                |                  |                  |  |  |              |              |              |              |  |  |                          |                          |                          |                          |
|  | IceGators de la Louisiane         | IceGators de la Louisiane         |                                   |                                   |                                   |                                   |                  | 2                |                  |                  |  |  |              |              |              |              |  |  |                          |                          |                          |                          |
|  | Bandits de Jackson                | Bandits de Jackson                | 3                                 | 3                                 |                                   |                                   |                  |                  |                  |                  |  |  |              |              |              |              |  |  |                          |                          |                          |                          |
|  | Bandits de Jackson                | Bandits de Jackson                | 3                                 | 3                                 | Bandits de Jackson                | Bandits de Jackson                | 0                | 0                |                  |                  |  |  |              |              |              |              |  |  |                          |                          |                          |                          |
|  |                                   |                                   |                                   |                                   | Bandits de Jackson                | Bandits de Jackson                | 0                | 0                |                  |                  |  |  |              |              |              |              |  |  |                          |                          |                          |                          |
|  |                                   |                                   | Sea Wolves du Mississippi         | Sea Wolves du Mississippi         | 3                                 | 3                                 |                  |                  |                  |                  |  |  |              |              |              |              |  |  |                          |                          |                          |                          |
|  | Sea Wolves du Mississippi         | Sea Wolves du Mississippi         | Sea Wolves du Mississippi         | Sea Wolves du Mississippi         | 3                                 | 3                                 | 3                | 3                |                  |                  |  |  |              |              |              |              |  |  |                          |                          |                          |                          |
|  | Sea Wolves du Mississippi         | Sea Wolves du Mississippi         |                                   |                                   |                                   |                                   |                  | 3                |                  |                  |  |  |              |              |              |              |  |  |                          |                          |                          |                          |
|  | Ice Pilots de Pensacola           | Ice Pilots de Pensacola           | 0                                 | 0                                 |                                   |                                   |                  |                  |                  |                  |  |  |              |              |              |              |  |  |                          |                          |                          |                          |
|  | Ice Pilots de Pensacola           | Ice Pilots de Pensacola           | 0                                 | 0                                 |                                   |                                   |                  |                  |                  |                  |  |  |              |              |              |              |  |  |                          |                          |                          |                          |
|  |                                   |                                   |                                   |                                   |                                   |                                   |                  |                  |                  |                  |  |  |              |              |              |              |  |  |                          |                          |                          |                          |

## Trophées
| Coupe Kelly :                       | Grrrowl de Greenville                                 |
| Coupe Henry Brabham :               | IceGators de la Louisiane                             |
| Champion de la conférence Nord :    | Bombers de Dayton                                     |
| Champion de la conférence Sud :     | Grrrowl de Greenville                                 |
| Trophée John Brophy :               | Dave Farrish, IceGators de la Louisiane               |
| Meilleur joueur de la Ligue :       | Frédéric Cloutier, IceGators de la Louisiane          |
| Meilleur joueur de la Coupe Kelly : | Simon Gamache et Tyrone Garner, Grrrowl de Greenville |
| Gardien de but de l'année :         | Frédéric Cloutier, IceGators de la Louisiane          |
| Recrue de l'année :                 | Frédéric Cloutier, IceGators de la Louisiane          |
| Défenseur de l'année :              | Duncan Dalmao, Express de Roanoke                     |
| Meilleur buteur :                   | Louis Dumont, Ice Pilots de Pensacola                 |
| Meilleur différentiel +/- :         | Konstantin Kalmikov, IceGators de la Louisiane        |
| Meilleur esprit sportif :           | Ben Stafford, Titans de Trenton                       |